# Матора, Иван Максимович
Иван Максимович Матора (14 марта 1922, Семёновский район — 6 октября 2013) — советский и российский учёный-физик, доктор технических наук, лауреат Государственной премии СССР.

## Биография
Родился 14.03.1922 в посёлке «Пионер» на территории нынешнего Семёновского района Черниговской области.
В 1934 году с родителями переехал в город Партизанск Приморского края. С отличием окончил среднюю школу, был призван в РККА и в 1945 году участвовал в войне с Японией. Демобилизовался в 1946 году.
Окончил (с отличием) Ленинградский государственный университет (1951), до 1960 года работал там же и в НИИ электрофизической аппаратуры (НИИЭФА, возглавлял расчетную группу). В 1954 году под руководством академика В. А. Фока подготовил и защитил кандидатскую диссертацию.
С 1960 по 2005 год старший научный сотрудник Лаборатории ядерных реакций (1960—1961), Лаборатории нейтронной физики ОИЯИ. В 1980 году защитил докторскую диссертацию на тему «Разработка и исследование электронных инжекторов для импульсных реакторов». С 2005 года — ведущий научный сотрудник — консультант ОИЯИ.

## Научная деятельность
Учёный в области квантовой механики, моделей элементарных частиц. Руководитель создания микротрона ― компактного ускорителя электронов, который был использован как инжектор для импульсного бустера, первого и единственного в мире (разработал резонатор — оригинальный сложнейший узел ускорителя). Автор нетрадиционной теории электромагнитных явлений (шаровая молния, структура электрона и другое).

### Научные труды
- Реальный электрон / Иван Максимович Матора. — М.: Энергоатомиздат, 2006. — 137 с. — Библиогр.: с. 87—89.
- И. М. Матора. «О температуре экзосфер Земли, Меркурия, Венеры, Марса, Юпитера и короны Солнца», Докл. АН СССР, 190:6 (1970), 1303—1304
- Космические лучи — вероятный генератор электростатического поля в атмосфере Земли [Text]: препринт / И. М. Матора, И. А. Семенова, Н. Г. Шакун. — Дубна, 1998. — 8 с. : ил.
- Теория формирования импульсов неоднородной формирующей линией на произвольной нагрузке / И. М. Матора., В. А. Саввин II Радиотехника и электроника. — 1976. — т. 21, — № 9. — С.1878—1886.

## Награды и звания
- Государственная премия СССР (1971) — за цикл работ «Исследовательский реактор ИБР и реактор ИБР с инжектором»;
- Орден Отечественной войны II степени;
- Другие награды.